# Tervaten
Tervaten is een buurtschap bij Kloetinge in de gemeente Goes in de provincie Zeeland. Op kaarten uit de 20e eeuw is te zien dat Tervaten ook wel bekend stond als Tervate. Tot en met 1969 maakte Tervaten deel uit van de gemeente Kloetinge. Sinds 1970 valt het alleen nog maar onder het dorp Kloetinge, omdat de Gemeente Kloetinge werd opgeheven. De belangrijkste weg door Tervaten heen is de Tervatenseweg. De buurtschap wordt deels gekenmerkt door meerdere oude schuren en de woningen die zich direct aan deze schuren bevinden.
Stad: Goes

Dorpen: 's-Heer Arendskerke · 's-Heer Hendrikskinderen · Kattendijke · Kloetinge · Oud-Sabbinge · Wilhelminadorp · Wolphaartsdijk

Buurtschappen: Abbekinderen · Blauwewijk · De Groe · Eindewege · Goese Sas · Monnikendijk · Noordeinde · Oude Veerdijk · Planketent · Roodewijk · Sluis de Piet · Terlucht · Tervaten · Waanskinderen · Wissekerke

Zeeland: Steden en dorpen in Zeeland      Nederland: Provincies · Gemeenten